# Campionatul Mondial de Handbal Feminin din 1960
Campionatul Mondial de Handbal Feminin din 1960 a fost o competiție organizată de IHF care a avut loc în perioada 12-19 iunie 1960, în Țările de Jos. A fost a treia și ultima ediție a Campionatului Mondial desfășurată pe stadion, în format de 11 jucătoare.
România a devenit campioană mondială după ce a învins în finală selecționata Austriei cu scorul de 10 la 2. România câștigase titlul mondial și la ediția precedentă.
Următoarea ediție a Campionatului Mondial de Handbal Feminin a avut loc în 1962, fiind a doua competiție organizată în format de 7 jucătoare după cea din 1957. Cele trei ediții desfășurate în format de 11 jucătoare nu sunt luate în considerare atunci când vine oficial vorba despre campionatul mondial. Edițiile în format de 7 jucătoare sunt numerotate separat de către IHF. Astfel, ediția în 11 jucătoare din 1960 este considerată a treia, în timp ce ediția în 7 jucătoare din 1962 este considerată a doua.

## Stadioane
Toate meciurile competiției s-au desfășurat în aer liber, pe stadioane.
- Sportpark Het Stadsbroek, Assen
- Nationaal Stadion, Amsterdam
- Nieuw Monnikenhuize, Arnhem
- Philips Stadion, Eindhoven
- Zuiderpark Stadion, Haga
- Stadion Veldwijk, Hengelo
- Stadion Galgenwaard, Utrecht

## Echipe calificate
| Țara          | Apariții anterioare în competiție1 |
| ------------- | ---------------------------------- |
| Austria       | 2 (1949, 1956)                     |
| Danemarca     | 0                                  |
| Germania      | 1 (1956)                           |
| Țările de Jos | 0                                  |
| Polonia       | 0                                  |
| România       | 1 (1956)                           |

1 Bold indică echipa campioană din acel an

## Fazele preliminare

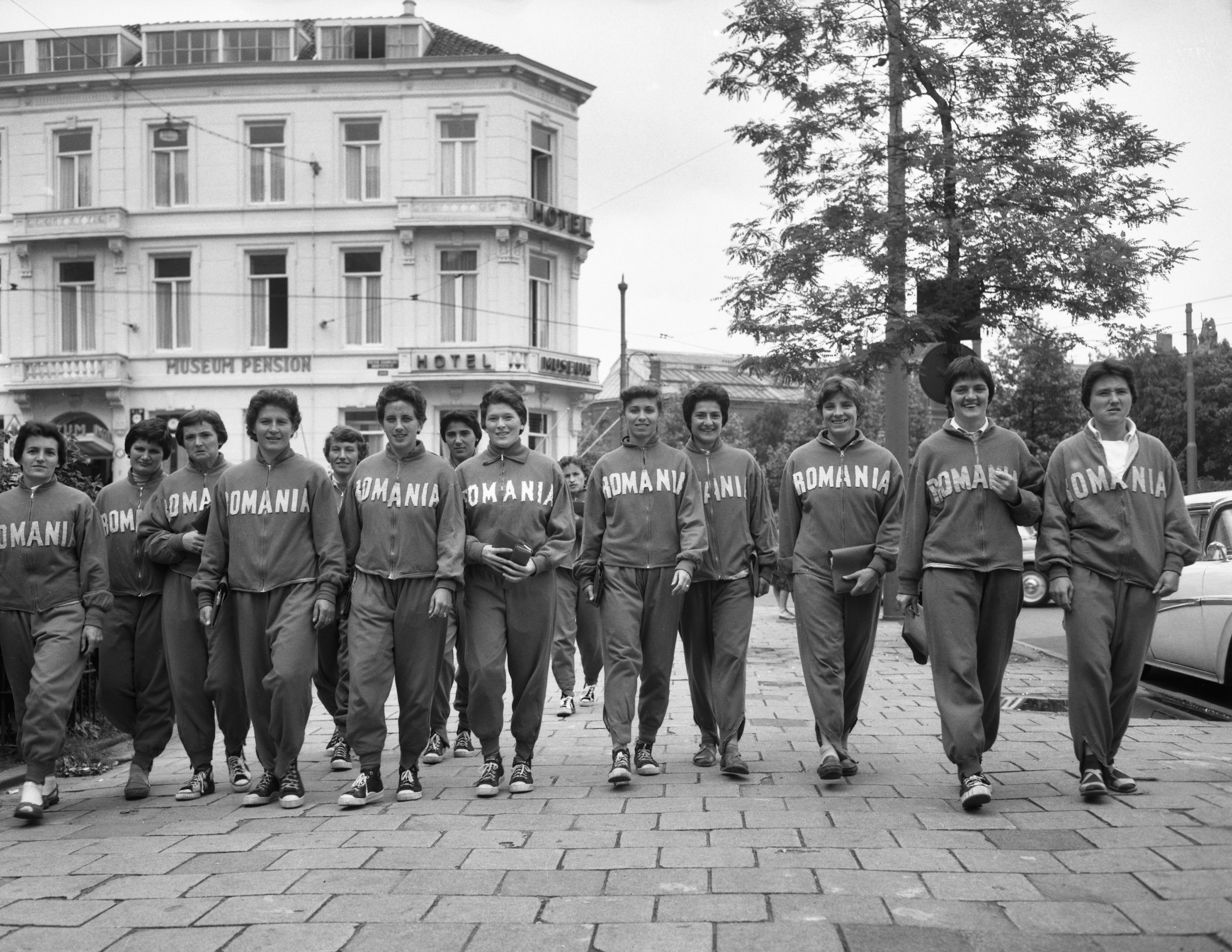
Echipa României

Cele șase echipe participante au fost distribuite în două grupe de câte trei. Toate trei echipele din fiecare grupă preliminară au avansat în fazele superioare.
|  | Echipele calificate în semifinale             |
|  | Echipele care au concurat pentru locurile 5-6 |

### Grupa A
| Echipa    | M | V | E | Î | GM | GP | G  | Pct |
| --------- | - | - | - | - | -- | -- | -- | --- |
| România   | 2 | 2 | 0 | 0 | 12 | 3  | +9 | 4   |
| Austria   | 2 | 0 | 1 | 1 | 6  | 10 | −4 | 1   |
| Danemarca | 2 | 0 | 1 | 1 | 5  | 10 | −5 | 1   |

| 12 iunie 1960 | România | 6 – 2 | Austria | Zuiderpark Stadion, Haga |
| 12 iunie 1960 | (3-0)   |       |         | Zuiderpark Stadion, Haga |
| 12 iunie 1960 |         |       |         | Zuiderpark Stadion, Haga |

| 14 iunie 1960 | Austria | 4 – 4 | Danemarca | Philips Stadion, Eindhoven |
| 14 iunie 1960 | (3-3)   |       |           | Philips Stadion, Eindhoven |
| 14 iunie 1960 |         |       |           | Philips Stadion, Eindhoven |

| 16 iunie 1960 | România | 6 – 1 | Danemarca | Sportpark Het Stadsbroek, Assen |
| 16 iunie 1960 |         |       |           | Sportpark Het Stadsbroek, Assen |
| 16 iunie 1960 |         |       |           | Sportpark Het Stadsbroek, Assen |

### Grupa B
| Echipa        | M | V | E | Î | GM | GP | G  | Pct |
| ------------- | - | - | - | - | -- | -- | -- | --- |
| Germania      | 2 | 2 | 0 | 0 | 13 | 7  | +6 | 4   |
| Țările de Jos | 2 | 1 | 0 | 1 | 8  | 8  | 0  | 2   |
| Polonia       | 2 | 0 | 0 | 2 | 6  | 12 | −6 | 0   |

| 12 iunie 1960 | Germania | 6 – 3 | Țările de Jos | Zuiderpark Stadion, Haga |
| 12 iunie 1960 | (4-2)    |       |               | Zuiderpark Stadion, Haga |
| 12 iunie 1960 |          |       |               | Zuiderpark Stadion, Haga |

| 14 iunie 1960 | Țările de Jos | 5 – 2 | Polonia | Stadion Galgenwaard, Utrecht |
| 14 iunie 1960 | (4-1)         |       |         | Stadion Galgenwaard, Utrecht |
| 14 iunie 1960 |               |       |         | Stadion Galgenwaard, Utrecht |

| 16 iunie 1960 | Germania | 7 – 4 | Polonia |  |
| 16 iunie 1960 |          |       |         |  |
| 16 iunie 1960 |          |       |         |  |

## Fazele superioare

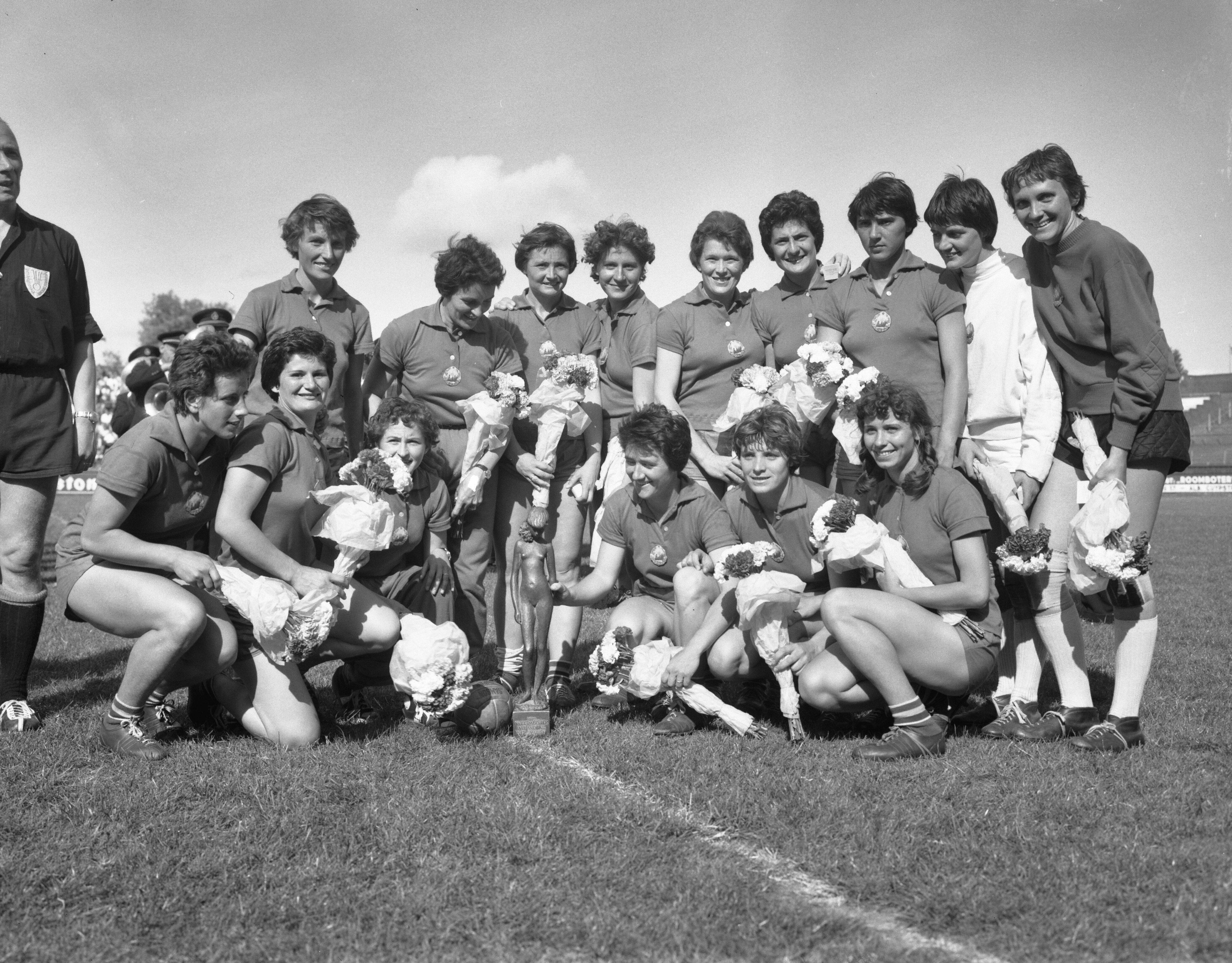
Echipa României, fotografie cu trofeul competiției.

### Rezumat
|  | Semifinale    | Semifinale |    |          | Finala        | Finala |  |
|  |               |            |    |          |               |        |  |
|  | 17 iunie      |            |    |          |               |        |  |
|  | România       | 9          |    |          |               |        |  |
|  | Țările de Jos | 4          |    |          |               |        |  |
|  |               |            |    |          |               |        |  |
|  |               |            |    |          | 19 iunie      |        |  |
|  |               |            |    |          | Austria       | 2      |  |
|  |               | România    | 10 |          |               |        |  |
|  |               |            |    |          |               |        |  |
|  |               |            |    |          |               |        |  |
|  |               |            |    |          | Finala mică   |        |  |
|  | 17 iunie      | 17 iunie   |    | 19 iunie | 19 iunie      |        |  |
|  | Germania      | 2          |    | Germania | 3             |        |  |
|  | Austria       | 3          |    |          | Țările de Jos | 1      |  |

### Semifinalele
| 17 iunie 1960 | România | 9 – 4 | Țările de Jos | Stadion Veldwijk, Hengelo |
| 17 iunie 1960 | (4-1)   |       |               | Stadion Veldwijk, Hengelo |
| 17 iunie 1960 |         |       |               | Stadion Veldwijk, Hengelo |

| 17 iunie 1960 | Germania | 2 – 3 | Austria | Nieuw Monnikenhuize, Arnhem |
| 17 iunie 1960 | (0-1)    |       |         | Nieuw Monnikenhuize, Arnhem |
| 17 iunie 1960 |          |       |         | Nieuw Monnikenhuize, Arnhem |

### Locurile 5-6
|  | Danemarca | 6 – 3 | Polonia |  |
|  |           |       |         |  |
|  |           |       |         |  |

### Locurile 3-4
| 19 iunie 1960 | Germania | 3 – 1 | Țările de Jos | Nationaal Stadion, Amsterdam |
| 19 iunie 1960 | (3-1)    |       |               | Nationaal Stadion, Amsterdam |
| 19 iunie 1960 |          |       |               | Nationaal Stadion, Amsterdam |

### Finala
| 19 iunie 1960 | România | 10 – 2 | Austria | Nationaal Stadion, Amsterdam |
| 19 iunie 1960 | (7-0)   |        |         | Nationaal Stadion, Amsterdam |
| 19 iunie 1960 |         |        |         | Nationaal Stadion, Amsterdam |

## Clasament și statistici

### Clasamentul final
|   | România       |
|   | Austria       |
|   | Germania      |
| 4 | Țările de Jos |
| 5 | Danemarca     |
| 6 | Polonia       |

| România (al doilea titlu în 11 jucătoare) Echipa: Aurora Bran-Popescu, Carolina Cârligeanu, Lucia Dobre, Victorița Dumitrescu, Irene Günther-Kinn, Elena Jianu, Aurora Leonte-Niculescu, Irene Nagy-Klimovski, Elena Pădureanu, Elena Roșu, Aurelia Sălăgean-Tudor, Maria Scheip-Constantinescu, Anna Stark-Stănișel, Iosefina Ștefănescu-Ugron, Antoaneta Vasile-Oțelea. Antrenori: Constantin Popescu, Niculae Nedeff |